# Eli Wallach

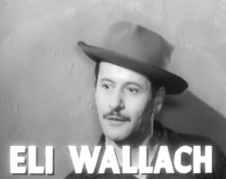
Eli Wallach i trailern till Baby Doll (1956).

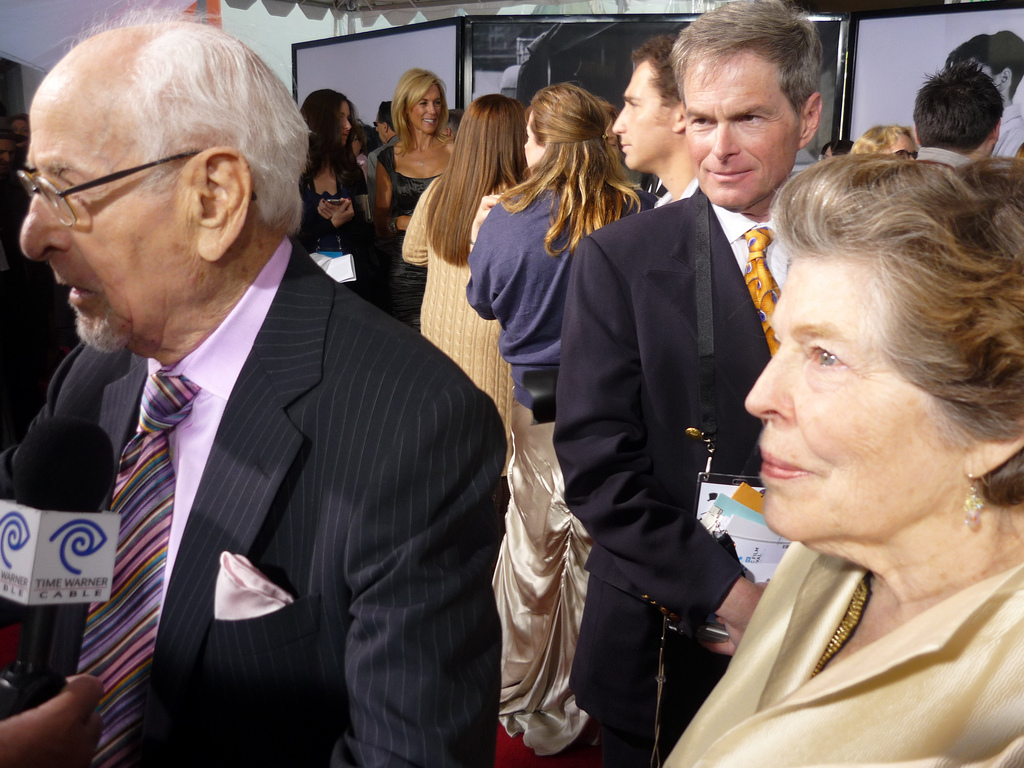
Wallach och frun Anne Jackson 2010.

Eli Herschel Wallach, född 7 december 1915 i Brooklyn i New York, död 24 juni 2014 i New York, var en amerikansk skådespelare, vars karriär spände över sex decennier. Wallach var en karaktärsskådespelare som kom att medverka i över 90 filmer. 
För sin filmdebut i Baby Doll, vann han BAFTA-priset för "mest lovande nykomling" och mottog även en Golden Globe-nominering. Bland Wallachs övriga filmroller märks Calvera i 7 vågade livet (1960), Guido i De missanpassade (1961), Charlie Gant i Så vanns vilda västern (1962), Tuco ("den fule") i Den gode, den onde, den fule (1966), Don Osvaldo "Ozzie" Altobello i Gudfadern del III, Cotton Weinberger i The Two Jakes (båda 1990) och Arthur Abbott i The Holiday (2006).

## Biografi
Eli Wallachs föräldrar var polsk-judiska immigranter. Wallach studerade vid University of Texas och utexaminerades med en M.A. (Master of Arts – filosofie magister) i pedagogik.
Han erhöll sin skådespelarutbildning vid Neighborhood Playhouse School of the Theatre i New York. Han tjänstgjorde i amerikanska armén under andra världskriget och gjorde sedan scendebut på Broadway 1945. Där mötte han Anne Jackson (1925-2016) som han gifte sig med 1948 och kom att få tre barn tillsammans med. Under 1950-talet kom han att erkännas som en av USA:s främsta scenskådespelare. 
Eli Wallach gjorde filmdebut 1956 i rollen som skrupelfri förförare i Baby Doll, en roll som han Golden Globe-nominerades för. Han har sedan dess haft roller som "tuffing" i en rad filmer. 1966 gjorde han en av sina mest kända filmroller som Tuco "den fule" i spaghetti-westernfilmen Den gode, den onde, den fule. Clint Eastwood, som spelade huvudrollen i filmen, gav 2003 Wallach en mindre cameoroll i sin egenregisserade film Mystic River.
Wallach var aktiv som skådespelare in på 2000-talet och hade relativt stora roller i filmer som The Holiday (2006) och Wall Street: Money Never Sleeps (2010). 2011 belönades han med en heders-Oscar för sin långa karriär inom filmbranschen. Wallach avled den 24 juni 2014, vid 98 års ålder. 

## Utmärkelser
- Tony Award for Best Featured Actor in a Play,  1951
- Theatre World Award,  1951[6]
- BAFTA Award för mest lovande nykomling i filmhuvudroll, för Baby Doll,  1957
- Primetime Emmy Award för bästa manliga biroll i en dramaserie, för Djävulens blomma,  1967
- Heders-Oscar,  2010
- Ellis Island Medal of Honor
- World War II Victory Medal
- European-African-Middle Eastern Campaign Medal
- American Campaign Medal
- Good Conduct Medal
- Asiatic-Pacific Campaign Medal
- Donaldson Awards

[Redigera Wikidata]

## Filmografi i urval
- 1956 – Baby Doll
- 1957 – Narkotikasmuggling
- 1960 – 7 vågade livet
- 1960 – 7 tjuvar
- 1961 – De missanpassade
- 1962 – Segrarna
- 1962 – Så vanns vilda västern
- 1962 – Ung mans äventyr
- 1964 – Natt utan måne
- 1965 – Djingis Khan
- 1965 – Lord Jim
- 1966 – Den gode, den onde, den fule
- 1966 – Hur man stjäl en miljon
- 1966 – Djävulens blomma
- 1967 – Läderlappen (TV-serie)
- 1967 – Hur man räddar ett äktenskap - och själv trillar dit
- 1968 – Den fantastiske Brain
- 1968 – Ess i topp
- 1968 – Skott ur mörkret
- 1969 – Mackenna's guld
- 1973 – Sista chansen
- 1973 – Sjömannen och gatflickan
- 1974 – Crazy Joe
- 1976 – Ondskans redskap
- 1976 – Fan tro't
- 1977 – Djupet
- 1977 – Biljett till helvetet
- 1978 – Movie Movie
- 1978 – Väninnor
- 1978 – Järnringen
- 1978 – Piraten (TV-film)
- 1979 – Winter Kills
- 1979 – Spindeln i nätet
- 1980 – Människojägaren
- 1982 – Bödelns sång
- 1984 – Sam's Son
- 1986 – Hårda grabbar
- 1987 – Berättelsen om Claudia
- 1990 – The Two Jakes
- 1990 – Gudfadern del III
- 1991 – Brudens hämnd
- 1992 – Fackpampen Jackie Presser
- 1992 – Natten och staden
- 1992 – Article 99
- 1992 – Alla älskar Hollywood
- 1996 – En värsting på Wall Street
- 2000 – Tro, hopp, kärlek
- 2003 – Mystic River
- 2004 – King of the Corner
- 2006 – The Holiday
- 2006 – Bluffen
- 2009 – New York, I Love You
- 2010 – The Ghost Writer
- 2010 – Wall Street: Money Never Sleeps
- 2015 – The Train (kortfilm) (Wallachs sista framträdande inom film)